# Колагі
Колагі (груз. კოლაგი) — село в Грузії.
За даними перепису населення 2014 року в селі проживає 1046 осіб.